# Euepicrius bipeltatus
Euepicrius bipeltatus är en spindeldjursart som beskrevs av Wolfgang Karg 1997. Euepicrius bipeltatus ingår i släktet Euepicrius och familjen Ologamasidae. Inga underarter finns listade i Catalogue of Life.